# Wiktor Bondarenko
Wiktor Bondarenko, ukr. Віктор Вікторович Бондаренко (ur. 16 lipca 1967 w Ługańsku) – ukraiński polityk, od 2006 deputowany Rady Najwyższej z listy Partii Regionów, członek Komisji Polityki Agrarnej i Własności Ziemi (od grudnia 2007), przewodniczący podkomisji ds. gospodarczych i polityki finansowej w rolnictwie (od stycznia 2008).

## Życiorys
W 1992 ukończył studia w Instytucie Budowy Maszyn w Ługańsku, księgowy i ekonomista. W latach 2002–2004 studiował systemy informacyjne, zarządzanie i przedsiębiorczość w Europejskiej Wyższej Szkole Finansów na wydziale Ekonomia i Zarządzanie. W latach 1987–1993 zastępca szefa kopalni Szachtoprohidnyćke SIMP Nr 5 w Ługańsku. W latach 1993–1997 asystent prezydenta Państwowego Komitetu Węglowego Przemysłu Ukrainy i Ministra Przemysłu Węglowego Ukrainy, w latach 1997–2002 dyrektor generalny „Ukrwuhłepostaczzbut”, 2002–2003 dyrektor generalny „Ukrnaftohazserwis”. W okresie lipiec-grudzień 2003 Przewodniczący Zarządu „Ukrresursy”. Od grudnia 2003 do marca 2005 Przewodniczący Zarządu „Chleb Ukrainy”. Od marca 2005 do maja 2006 zastępca dyrektora „Spółka Holdingowa Ukrahroinwest”. Członek Rady Miejskiej w Ługańsku (1990–1992).
Poseł Rady Najwyższej V kadencji (od kwietnia 2006 do listopada 2007) oraz VI kadencji (z listopada 2007) z listy Partii Regionów.
Żonaty, żona Ołena (ur. 1965) – gospodyni domowa, córka Anastazja (ur. 1989), syn Ołeksandr (ur. 2002).

## Odznaczenia
- Order „Za zasługi” III klasy: 2004